# Ghiacciaio Nord-est
Il ghiacciaio Nord-est (in inglese Northeast Glacier) è un ripido ghiacciaio ricco di crepacci lungo circa 21 km e largo 8, situato sulla costa di Fallières, nella parte sud-occidentale della Terra di Graham, in Antartide. Il ghiacciaio, il cui punto più alto si trova a circa 450 m s.l.m., è situato in particolare sul versante occidentale dell'altopiano Emimonto e fluisce, a partire dalla collina McLeod, dapprima verso ovest a poi verso sud-ovest fino a entrare nella baia Margherita tra le isole Debenham e il promontorio Roman Four.

## Storia
Il ghiacciaio Nord-est è stato grossolanamente mappato nel 1936 durante la Spedizione britannica nella Terra di Graham (BGLE), comandata di John Rymill, ed è stato oggetto di una nuova ricognizione durante una spedizione del Programma Antartico degli Stati Uniti d'America (USAS) nel 1940, occasione in cui fu per la prima volta utilizzato come percorso per le slitte trainate dai cani. Il ghiacciaio è stato poi così battezzato in virtù del fatto che esso si trova a nord-est della base dello USAS situata sull'isola Stonington.